# 1467 Mashona
1467 Mashona eller 1938 OE är en asteroid i huvudbältet som upptäcktes 30 juli 1938 av den sydafrikanske astronomen Cyril V. Jackson i Johannesburg. Den har fått sitt namn efter en folkgrupp i Afrika.
Asteroiden har en diameter på ungefär 89 kilometer och den tillhör asteroidgruppen Cybele.